# Dita Parlo

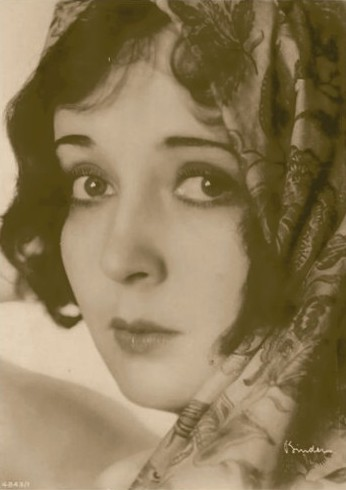
Dita Parlo um 1929 auf einer Fotografie von Alexander Binder

Dita Parlo (eigentlich Gerda Olga Justine Kornstädt; * 4. September 1908 in Stettin; † 13. Dezember 1971 in Paris) war eine deutsche Filmschauspielerin.

## Leben
Dita Parlo wuchs in einem pommerschen Forsthaus auf, nahm in ihrer Jugend Ballettunterricht und studierte anschließend an der UFA-Schauspielschule in Babelsberg. Anfang 1928 erhielt sie ihre erste kleine Filmrolle in Die Dame mit der Maske. Dabei wurde sie von dem Produzenten Erich Pommer entdeckt, der ihr die Hauptrolle in seinem Film Heimkehr als leidgeprüfte junge Arbeiterfrau gab. Danach spielte sie kleinere Rollen bei anderen UFA-Produzenten, während wiederum Pommer sie in den Vordergrund stellte. So war sie an der Seite von Willy Fritsch als unglücklich Verliebte in Ungarische Rhapsodie und als Bauernmagd, die sich für den Geliebten prostituiert, in Melodie des Herzens, dem ersten Tonfilm der UFA, zu sehen.
Nach den Erfolgen in Deutschland ging Parlo 1930 nach Hollywood, wo sie zunächst in deutschen Fassungen amerikanischer Filme mitwirkte und später, mit mäßigem Erfolg, in englischsprachigen Produktionen wie Honor of the Family (1931) und Mr. Broadway (1933). 1933 kehrte die Schauspielerin nach Europa zurück, lebte zunächst in der Schweiz und kurz darauf in Frankreich, wo sie den Franzosen Franck Gueutal (1904–1983) heiratete. In Frankreich spielte sie in zwei herausragenden Filmen, die auch heute noch zu den Höhepunkten des frühen französischen Kinos zählen: als feinfühlige junge Ehefrau in L’Atalante (1934) unter der Regie von Jean Vigo und an der Seite von Jean Gabin  in Jean Renoirs pazifistischem Meisterwerk Die große Illusion (1937) als deutsche Bäuerin, die entflohenen Kriegsgefangenen Hilfe gewährt.
Kurz nach Ausbruch des Zweiten Weltkriegs wurde Dita Parlo nach Deutschland ausgewiesen, was das abrupte Ende ihrer Karriere bedeutete. Nach Kriegsende kehrte sie nach Frankreich zurück, trat aber nur noch in wenigen Filmen auf. Sie verfasste Bühnenstücke und Drehbücher, von denen aber keines verfilmt wurde.
Im Jahr 1992, mehr als 20 Jahre nach ihrem Tod, nahm die Popsängerin Madonna Parlo als Inspiration und nannte ihr Alter Ego in dem Skandalbuch SEX sowie in dem Song Erotica Dita. Auch Dita Von Teese verwendet Parlos Vornamen als Hommage in ihrem Künstlernamen.

## Filmografie
- 1928: Die Dame mit der Maske
- 1928: Heimkehr
- 1928: Geheimnisse des Orients
- 1928: Ungarische Rhapsodie
- 1929: Manolescu – der König der Hochstapler
- 1929: Melodie des Herzens
- 1929: Das Paradies der Damen (Au Bonheur des Dames)
- 1930: Kismet
- 1931: Die heilige Flamme
- 1931: Menschen hinter Gittern
- 1931: Tropennächte
- 1931: Honor of the Family
- 1931: Tänzerinnen für Süd-Amerika gesucht
- 1931: Wir schalten um auf Hollywood
- 1933: Rapt
- 1933: Mr. Broadway
- 1934: Atalante (L’Atalante)
- 1936: Mademoiselle Docteur
- 1937: Under Secret Orders
- 1937: Die große Illusion (La grande illusion)
- 1938: L’affaire du courrier de Lyon
- 1938: Ultimatum
- 1938: La rue sans joie
- 1938: Paix sur le Rhin
- 1938: L’inconnue de Monte Carlo
- 1940: L’or du Cristobal
- 1950: Schwurgericht (Justice est faite)
- 1964: Pique Dame (La dame de pique)